# 마리 앙투아네트 (뮤지컬)
《마리 앙투아네트》는 18세기 프랑스 혁명으로 단두대에서 생을 마감한 마리 앙투아네트의 드라마틱한 삶을 토대로, 2006년 극작가 미하엘 쿤체와 실베스터 르베이가 곡을 붙여 완성한 작품이다. 2014년 EMK뮤지컬컴퍼니에 의해 한국에서 초연무대를 가졌고, 2019년 다시 한 번 무대에 올랐다.  

## 줄거리
1784년, 프랑스 파리의 궁전에서 펼쳐지는 무도회. 온갖 보석으로 치장한 귀족들 사이에서 마리 앙투아네트가 모두를 압도하며 등장한다. 무도회가 한참 무르익을 즈음, 마그리드 아르노라는 한 불청객이 불쑥 찾아 든다. 마그리드는 자신과 시민들의 궁핍한 삶을 호소하지만 돌아오는 것은 귀족들의 냉담한 비웃음뿐이다. 파리는 혁명의 기운이 높아만 가고, 궁중의 마리는 세상 밖 모습을 알 수가 없다. 결국 민중의 불만은 폭발하고, 자코뱅 당을 주축으로 한 이른바 ‘공포 정치’가 시작되면서 루이 16세와 마리의 운명도 바람 속 촛불 신세가 된다. 

## 등장인물 (2019년 한국공연 캐스트)
- 마리 앙투아네트
- 마그리드 아르노
- 악셀 폰 페르젠
- 오를레앙
- 루이 16세
- 마담 랑발
- 자크 에베르
- 레오나르
- 로즈 베르텡

## 창작진
- 대본: 미하엘 쿤체
- 작곡: 실베스터 르베이

## 캐스팅 정보
| 공연            | 2014년             | 2019년                      | 2021년                    |
| --------------- | ------------------ | --------------------------- | ------------------------- |
| 마리 앙투아네트 | 옥주현 김소현      | 김소현 김소향               | 김소현 김소향             |
| 마그리드 아르노 | 윤공주 차지연      | 장은아 김연지               | 김연지 정유지             |
| 페르젠          | 윤형렬 카이 전동석 | 손준호 박강현 정택운 황민현 | 도영 이창섭 이석훈 민우혁 |
| 오를레앙        | 민영기 김준현      | 민영기 김준현               | 민영기 김준현             |
| 루이16세        | 이훈진             | 이한밀                      | 이한밀                    |
| 마담 랑발       | 임강희             | 최지이                      | 박혜미                    |

## 2019년 한국 공연
- EMK뮤지컬컴퍼니가 제작을, (주)카카오가 주최를, (주)EMK인터내셔널이 주관사로 참여한 가운데 2019년 8월 24일부터 11월 17일까지 디큐브아트센터에서 공연했다. 음악감독은 김문정이, 협력연출은 권은하가 맡았다.[1]
- 마리 앙투아네트 역에는 김소현, 김소향이, 마그리드 아르노 역에는 장은아, 김연지가, 페르젠 역에는 손준호, 박강현, 정택운, 황민현이 캐스팅되었다. 오를레앙은 민영기, 김준현이, 루이 16세는 이한밀이 연기했다.